# 不甲斐ない僕らは空を見上げた
『不甲斐ない僕らは空を見上げた』(ふがいないぼくらはそらをみあげた)は、ARTIFACT OF INSTANTの通算2枚目のミニアルバム。2015年8月26日にUNDEAD RECORDから発売された。

## 概要
前作より10ヶ月ぶりのリリース。
今作のリリースに伴い、ブログにてツアー初日前日まで飯干による楽曲解説が行われた。レコーディングは山梨県のMusic Inn Yamanakakoにて行われた。後にメンバーは今作のレコーディングは満足のいくものでは無かったと明かしている。
ジャケットの字は早衣子直筆によるもの。

## 収録曲
1. 泡沫
作詞：飯干達郎 作曲：ARTIFACT OF INSTANT
2015年7月5日SHELTERでのライブにて初披露。バンド史上最もBPMが速い曲。本作のリリースツアーの際、井上によって作られたツアー用の入場SEはこの曲に繋がるようになっていた。
2. 天邪鬼の行進
作詞：飯干達郎 作曲：ARTIFACT OF INSTANT
「2nd demo」からの再録。再録に伴い、アレンジの細部が異なる。
3. ナイトダイブ
歌詞は飯干の趣味である釣りをモチーフに書かれた。福岡県のライブハウスQueblickにて配布されたコンピレーションアルバムからの再録。再録に伴い、アレンジの細部が異なる。AOIと親交の深いバンドLONEのある楽曲の一部が引用されたギターのフレーズが存在する。キモトによるドラムの演奏動画がYouTube上にアップロードされていたが、現在は非公開となっている。
4. ガベル
作詞：飯干達郎 作曲：ARTIFACT OF INSTANT
飯干以外の3人のセッションの段階で歌詞以外が完成しており、飯干は出来上がったメロディに歌詞をつけることに苦戦したという。
5. そこにあるもの
作詞：飯干達郎 作曲：ARTIFACT OF INSTANT
サビの主旋律が飯干と早衣子で入れ替わるのが特徴。
6. ノスタルジア
作詞：飯干達郎 作曲：ARTIFACT OF INSTANT
ガベルと同様の手法で制作された。
7. 不甲斐ない僕らは空を見上げた
作詞：飯干達郎 作曲：ARTIFACT OF INSTANT
本作の表題曲にしてリードトラック。2015/2/1に前作のツアーファイナルにて初披露され、その後のライブでも披露された。グッドモーニングアメリカのコンピレーションアルバムに収録された。MVが存在する。